# Schlüsselszene
Eine Schlüsselszene nennt man eine Szene, deren Inhalt für den weiteren Verlauf der Handlung eines literarischen Werkes oder eines Filmes eine zentrale Rolle spielt oder in der sich zentrale Charaktereigenschaften einer oder mehrerer handelnder Personen zeigen.

## Beispiel
Ein Beispiel für eine Schlüsselszene ist im Film Blade Runner (1982) eine Traumsequenz. Der Protagonist, der Replikanten (=künstliche Menschen) jagt und tötet, träumt von einem Einhorn. Im Film werden von einem seiner Gegenspieler Origamis an verschiedenen Orten hinterlassen – darunter eben auch ein Einhorn. Das lässt die Interpretation, der Protagonist sei ebenfalls ein Replikant, zu. In der ersten Kinofassung war diese Szene nicht zu sehen, da die Produzenten einen echten Menschen als Helden wollten. Erst im Director’s Cut von 1993 ist diese Schlüsselszene enthalten.